# Ker-Xavier Roussel
Pour les articles homonymes, voir Roussel.
François Xavier Roussel, dit Ker-Xavier Roussel, né le 10 décembre 1867 à Lorry-lès-Metz et mort le 6 juin 1944 à L'Étang-la-Ville, est un peintre et graveur français.
Il fait partie du groupe des nabis. Il est le beau-frère d'Édouard Vuillard (1868-1940).

## Biographie
Fils d'un médecin, François Xavier Roussel naît à Lorry-lès-Metz, en Moselle, le 10 décembre 1867. La défaite de 1871 conduit la famille à quitter la Moselle, et à "opter pour la France" avant l´annexion par l'Allemagne de la région. La famille s'installe à Paris. Ses parents se séparent en 1880. Lui et son jeune frère vivent avec leur père dont l'appartement est fréquenté par les peintres, écrivains et musiciens. Quand il annonce à son père sa décision de devenir peintre, celui-ci sera enchanté.
En 1882, il entre au lycée Condorcet à Paris. Il y acquiert une éducation classique très solide, et rencontre Édouard Vuillard, lequel devient son ami dont plus tard il épousera la sœur. Il y rencontre aussi Maurice Denis et Lugné-Poe. En 1885, Roussel entre à l'atelier Maillart. Il suit les cours de l'École des beaux-arts de Paris à partir de 1888. En 1889, il fréquente l'Académie Julian, où se forme le groupe des nabis. Roussel et Vuillard se lient d'amitié avec Bonnard. En 1891, Les nabis exposent chez le galeriste Le Barc de Boutteville.
En 1893, Roussel, Vuillard, Bonnard, Denis et Ranson exposent à La Revue blanche, que dirigent les frères Natanson. Roussel épouse Marie, la sœur de son ami Vuillard. Avec Bonnard, Vuillard et Paul Sérusier, Roussel peint des décors pour le théâtre de l'Œuvre, que vient de fonder leur camarade Aurélien Lugné, dit Lugné-Poe.
À partir de 1894, et jusqu'en 1904, il expose régulièrement à la Libre Esthétique à Bruxelles, à Paris au Salon des indépendants et dans les galeries Bernheim et Druet avec Félix Vallotton et Aristide Maillol qui se sont joints au groupe nabi. En 1898, Roussel, Vuillard et Bonnard, à la demande d'Ambroise Vollard, exécutent des lithographies en couleur. En 1899, Roussel quitte Paris et va habiter à l'Étang-la-Ville. Il y résidera jusqu'à sa mort.

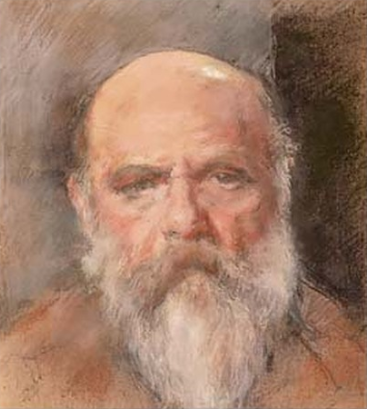
Autoportrait, avant 1944.

En 1906, Maurice Denis et Roussel voyagent sur la côte méditerranéenne. Ils visitent Paul Cézanne à Aix-en-Provence, Paul Signac à Saint-Tropez, et Henri-Edmond Cross à Cavalaire. Deux ans plus tard, en 1908, Roussel fait un court passage comme professeur à l'Académie Ranson à Paris. En 1912, il peint le rideau du théâtre des Champs-Élysées. 
En 1918, il exécute des décorations pour le musée des beaux-arts de Winterthour. L'année suivante, il réalise des panneaux décoratifs pour Marcel Monteux à Paris. En 1922, il réalise de nouveaux panneaux décoratifs pour la villa de Monteux à Antibes. En 1925, Ker-Xavier Roussel réalise quatre panneaux pour l'hôtel de M. Rosegart, rue du Bois de Boulogne à Paris. L'année suivante, en 1926, il reçoit le deuxième prix Carnegie.
En 1937, Ker-Xavier Roussel partage avec Vuillard et Bonnard la décoration du théâtre de Chaillot. Il participe l'année suivante à la décoration du palais de la Société des Nations à Genève, en exécutant un panneau de onze mètres intitulé Pax Nutrix. En 1941, après la mort de Vuillard, Roussel fait don à l'État français de 55 œuvres de son beau-frère et ami.
Ker-Xavier Roussel meurt dans sa maison de l'Étang-la-Ville le 6 juin 1944, à l'âge de 76 ans.
Une exposition s'est tenue au musée départemental Maurice-Denis (Saint-Germain-en-Laye) de mars à juin 1994 : 180 peintures, dessins et gravures.

## Collections publiques[3]

### Allemagne
Neuss, Clemens-Sels-Museum (de)
- Nymphes, 1899, pastel sur carton, 57 × 57 × 64 cm.

### France
Paris, musée d'Orsay
- La Terrasse des Tuileries, 1892-1893, huile sur toile, 36 × 75 cm ;
- Les Saisons de la vie, 1892, huile sur toile, 60 × 130 cm ;
- La Barrière, vers 1891-1893, pastel sur papier, 21,5 × 17 cm.

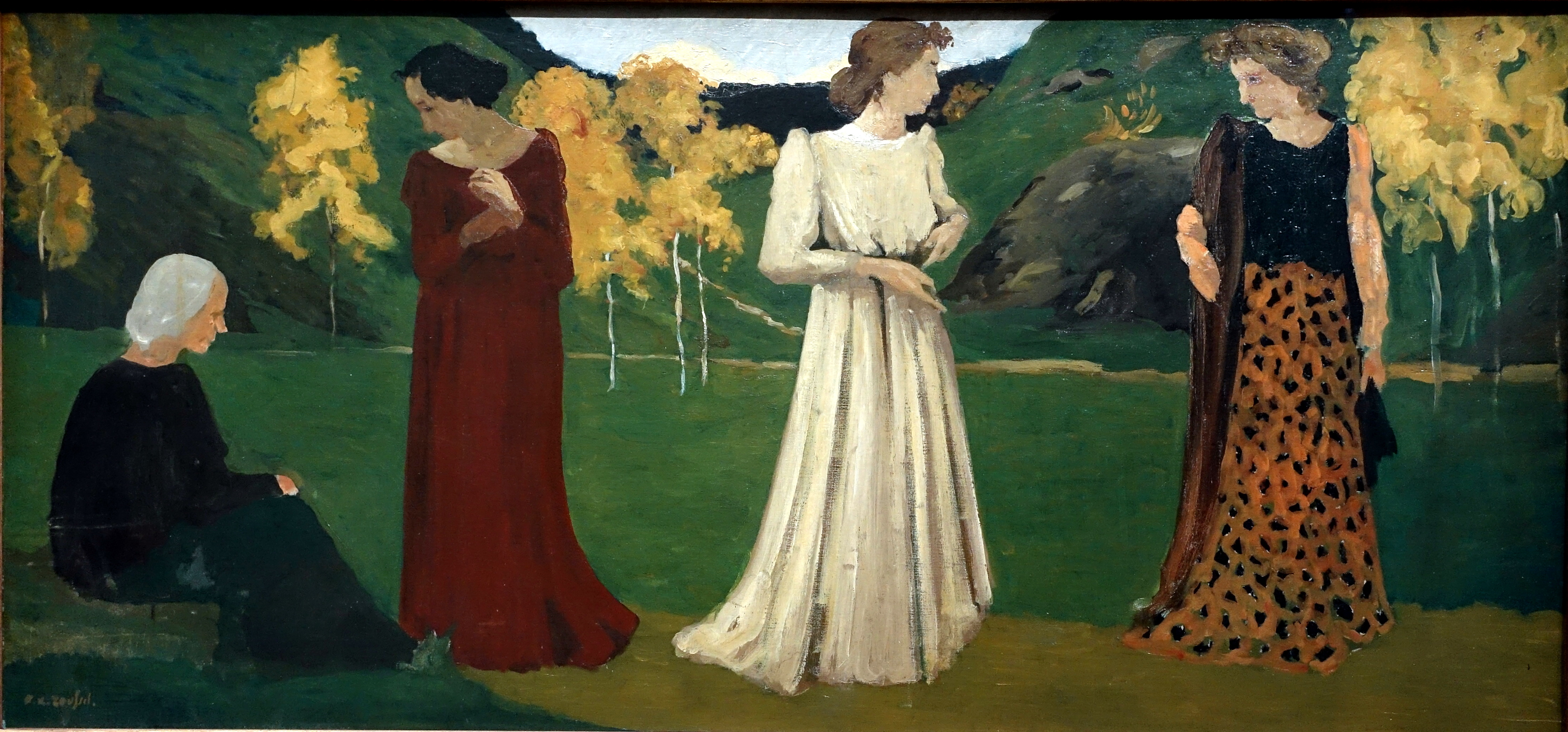
Les Saisons de la vie (1892-1895), Paris, musée d'Orsay.
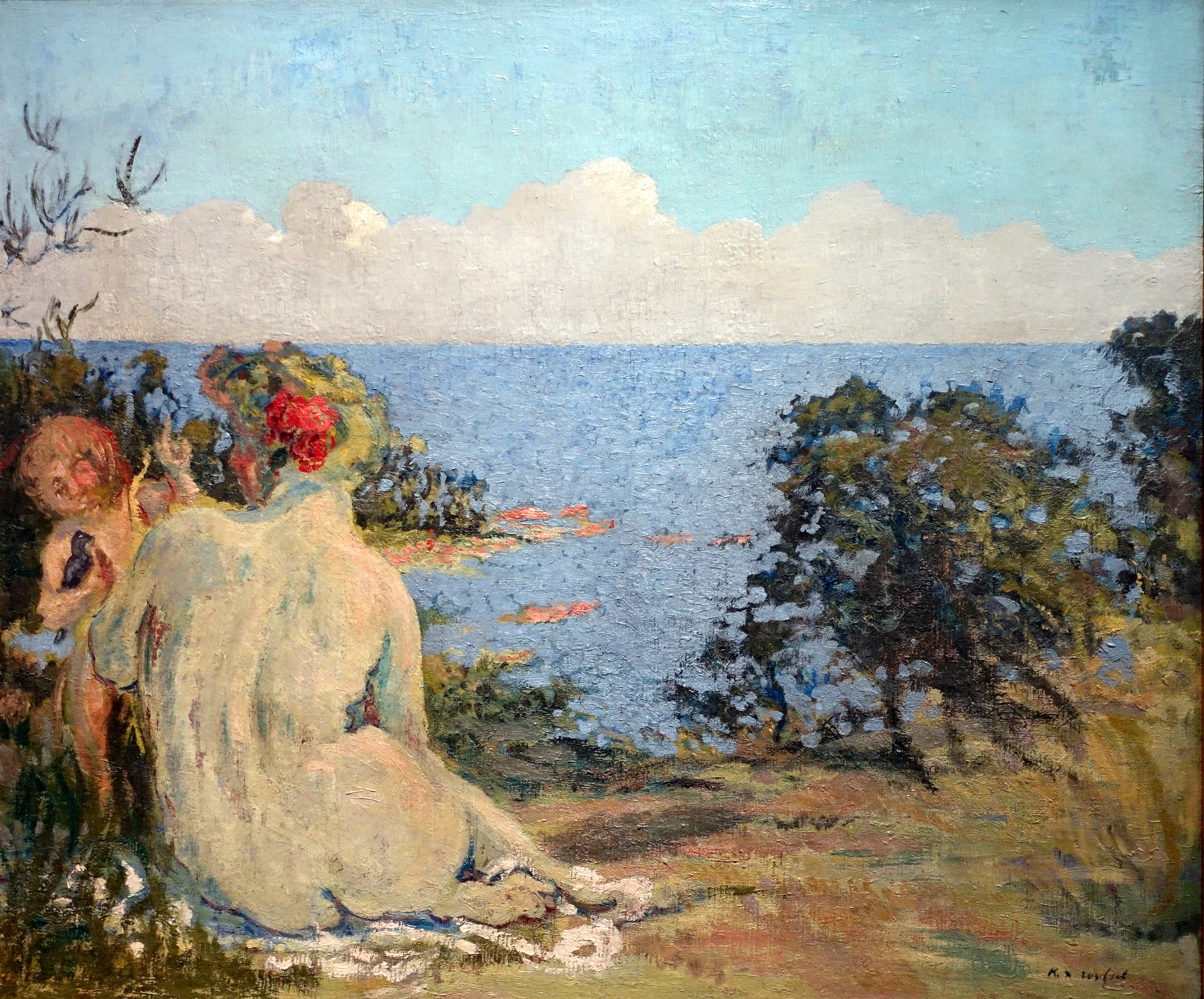
Vénus et l'Amour au bord de la mer (1908), Paris, musée d'Orsay.
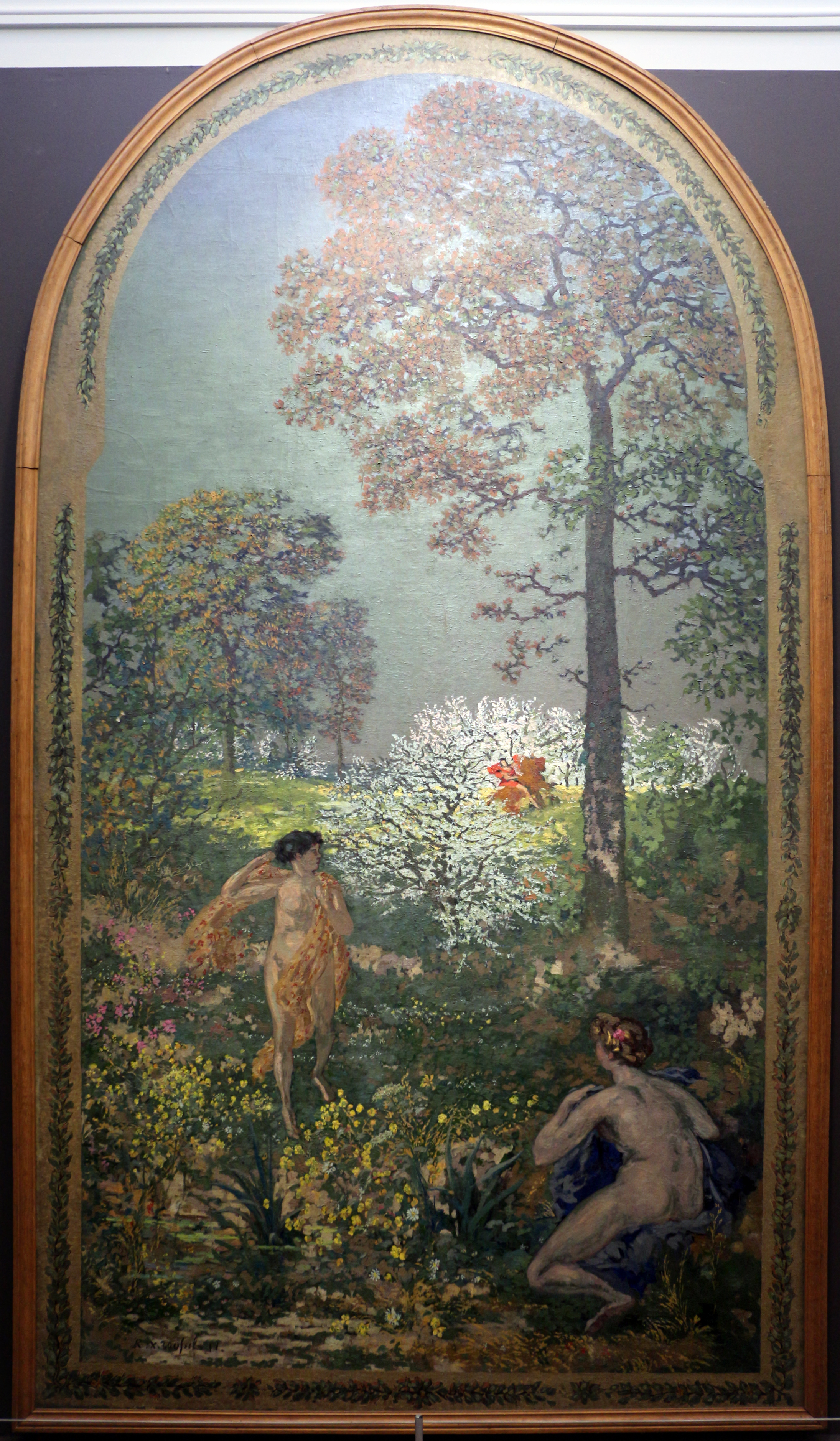
L'Enlèvement des filles de Leucippe (détail) (1911), Paris, musée d'Orsay.
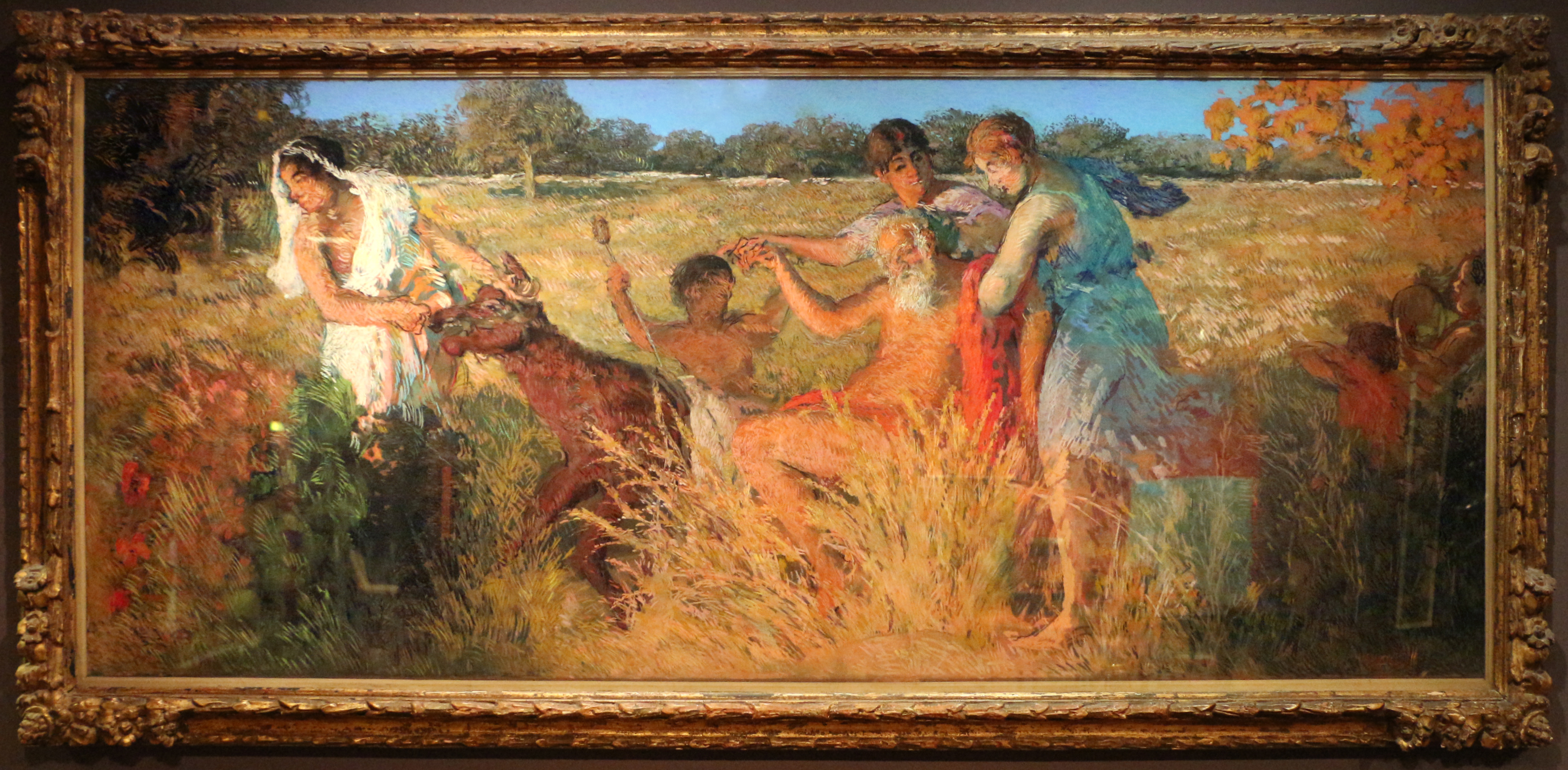
Vieux Silène sur un âne (1925-1927), Paris, musée d'Orsay.

Saint-Germain-en-Laye, musée Maurice Denis
- Composition dans la forêt, 1890, huile sur toile, 44 × 31 cm.

Toulouse, musée des Augustins
- Conversation, 1891, huile sur toile, 41 × 32 cm.

### Suisse
Genève, Petit Palais
- Le Parc , 1911, huile sur toile.

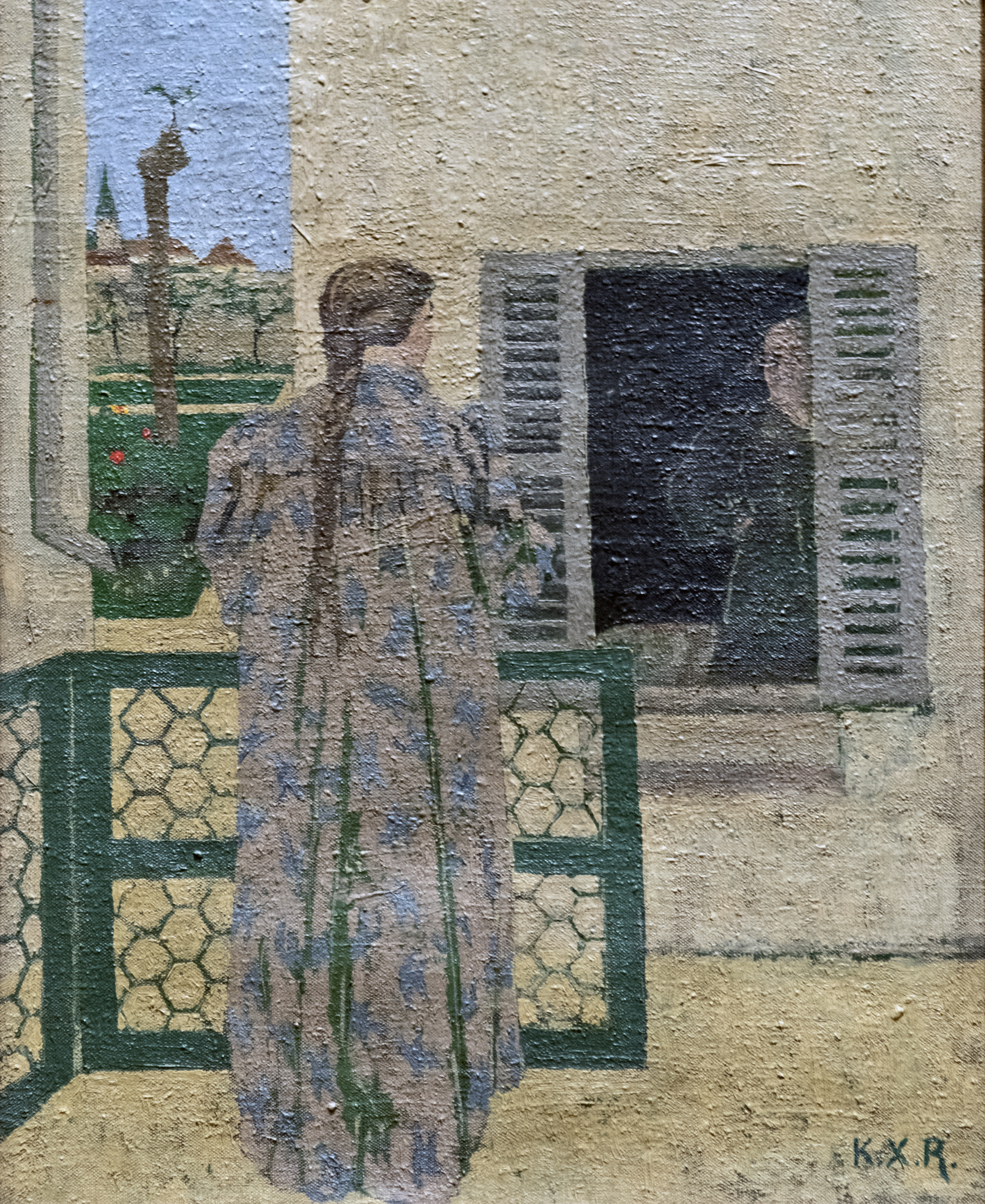
Conversation, 1891. Toulouse, musée des Augustins.
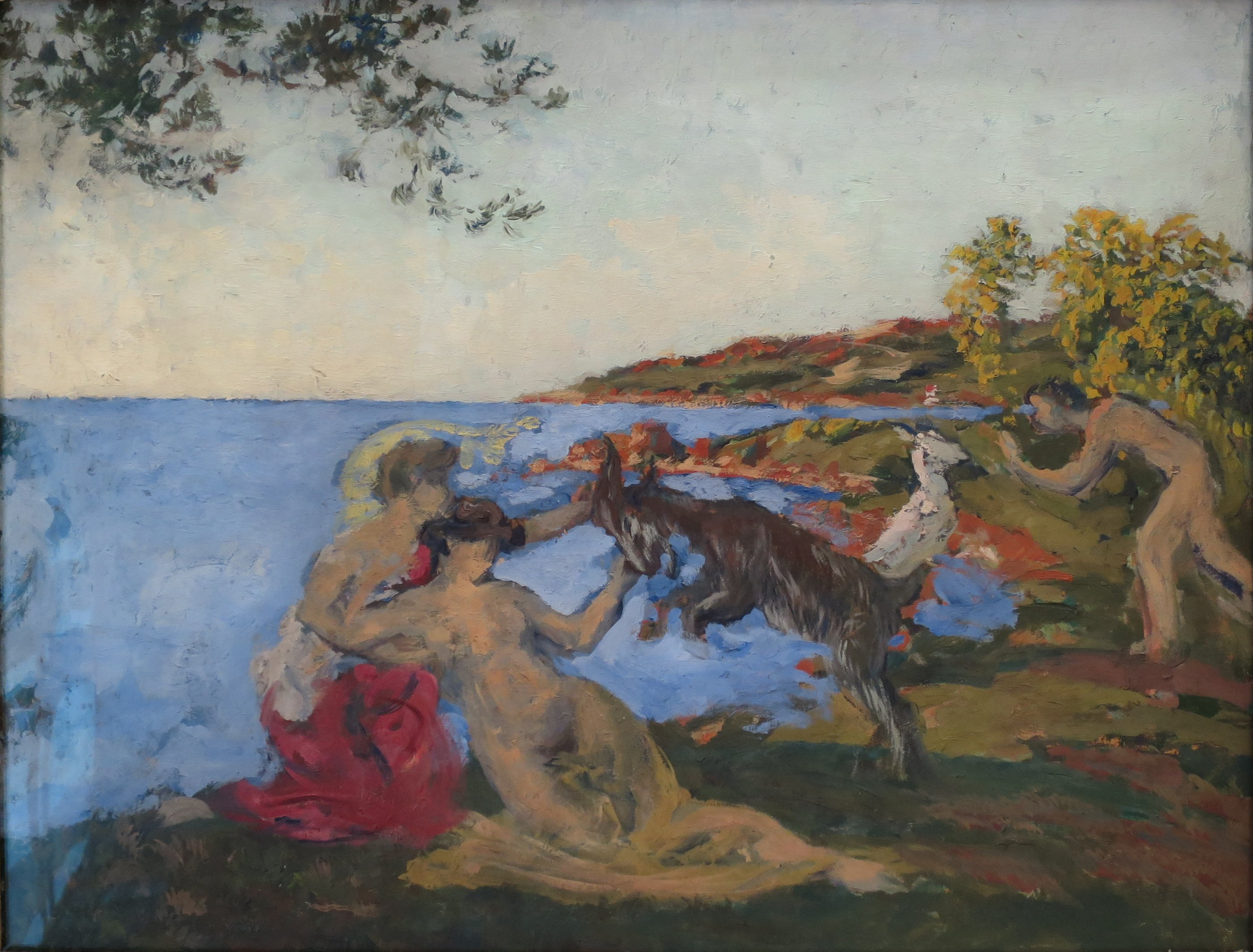
Sujet mythologique (vers 1903). Saint-Pétersbourg, musée de l'Ermitage.